# Prokuplje

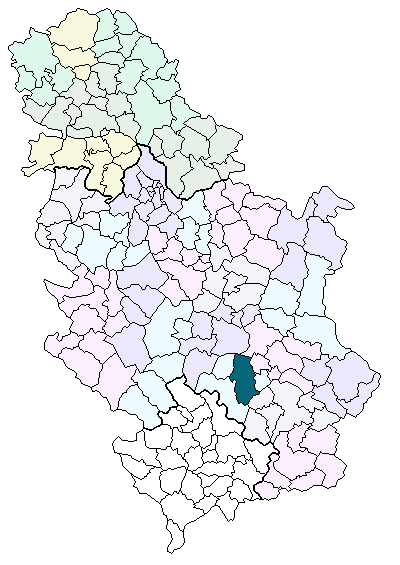
Prokuplje i Serbien

Prokuplje (kyrilliska: Прокупље) är en stad och kommun i Serbien. Staden har 28 000 invånare (kommunen har 49 000).
- Wikimedia Commons har media som rör Prokuplje.